# Megabit per seconde
Mbps ofwel megabit per seconde is een gangbare, maar niet-gestandaardiseerde schrijfwijze voor een in de computerindustrie gebruikelijke eenheid voor de snelheid van gegevensoverdracht. Met Mbps wordt de snelheid aangeduid in miljoenen (Mega in de betekenis van 1.000.000) bits (dus niet bytes) per seconde. Doorgaans is dit een bruto waarde, dus inclusief de overhead voor diverse transmissieprotocollen. De waarde vindt vooral toepassing bij systemen voor seriële gegevensoverdracht.
Er zijn in de computertechniek diverse vaagheden en struikelblokken bij het benoemen van dit soort waarden. In verband met het veelgebruikte binaire talstelsel wordt voor duizendtallen vaak de benadering 1024 gebruikt (dat is 210), en aldus duidt de term "mega" in veel toepassingen (vooral bij gegevensopslag) niet op exact één miljoen (zoals de SI-betekenis voorschrijft), maar op de waarde 1024x1024 (1.048.576). In het geval van datacommunicatietoepassingen zoals ook bij 'Mbps' wordt echter normaal gesproken de SI-betekenis van exact 106 gehanteerd. De tweede onduidelijkheid betreft de afkorting b voor bit - dit is géén SI-eenheid en hoewel in het algemeen de kleine letter "b" gebruikt wordt waar bits bedoeld worden en de hoofdletter "B" wanneer men bytes (een groep van 8 bits) aan wil duiden is dit niet gestandaardiseerd en wordt het ook vaak anders gedaan. Tot slot is de "p" voor 'per' een vooral in de Engelse taal gebruikelijk fenomeen, terwijl in meer wetenschappelijke notaties het deelteken "/" gebruikt zou worden (dus bijvoorbeeld Mbit/s). Bij netwerkbeheerders (verantwoordelijk voor routers/switches) wordt meestal gebruikgemaakt van Mbps (megabit per seconde); bij eindgebruikers en serverbeheerders wordt vaker gebruikgemaakt van MB/s (megabyte per seconde).
Het delen van de snelheid door machten van 2 komt uit het gebruik van DIP-schakelaars om de snelheid in te stellen als een veelvoud van 2. De snelheid van een verbinding wordt tegenwoordig softwarematig ingesteld.
De praktijk om te delen door 1024 i.p.v. 1000 heeft ook een voordeel. Het geeft meestal een meer correcte indruk van de effectieve transmissiecapaciteit door enigszins rekening te houden met de protocoloverhead. Een IP-header van 20 byte op een datagram van 1000 byte komt aardig in de buurt. De effectieve overhead is overigens nog groter omdat de connectieset-up, beveiligingsprotocollen, congestiecontrole, en de eventuele retransmissie hier nog niet in aanmerking genomen wordt. Retransmissie kan een aanzienlijk datavolume uitmaken voor een lijn met veel transmissiefouten. Fragmentatie kan de IP-overhead nogmaals verhogen.